# Офірська повітряна битва
Офі́рська пові́тряна би́тва (івр. קרב האוויר הראשון במלחמת יום הכיפורים) — одна з перших повітряних битв Війни судного дня. Відбулася біля бази військово-повітряних сил Ізраїлю (IAF) поруч з поселенням Офіра на Синайському півострові 6 жовтня 1973 року. В битві взяли участь два ізраїльських літака F-4 Phantom II і, за даними пілотів IAF, 20 єгипетських МіГ-17, що атакували ізраїльську військову базу, та 8 винищувачів прикриття МіГ-21. Під час битви тривалістю 6 хвилин 7 єгипетських літаків було збито, а решта відступила на свої бази.